# 大田尾竜彦
大田尾 竜彦（おおたお たつひこ、1982年1月31日 - ）は、日本のラグビー指導者。現在早稲田大学ラグビー蹴球部の監督を務めている。

## プロフィール
- 佐賀県佐賀市出身。
- 早稲田大学4年生時には主将を務めた。
- 現役時代のポジションはスタンドオフ（SO）。
- サイズは身長 181cm、体重 93kg。
- 日本代表通算キャップ数は7。
- ニックネームはタツ。

## 略歴
ラグビーを始めたのは父親がきっかけである。
2000年、佐賀工業高校卒業後、早稲田大学に入学する。なお高校時代に花園へ3度出場し、高校日本代表に選ばれた。
2003年、早稲田大学ラグビー蹴球部主将に就任し、同年度の関東大学ラグビー対抗戦グループ優勝と全国大学選手権準優勝に貢献した。
2004年、早稲田大学卒業後、ヤマハ発動機ジュビロに加入し、同年9月18日に行われたトップリーグ第1節のサントリーサンゴリアス戦に途中出場して公式戦初出場を果たす。 
2012-2013シーズンにトップリーグのリーグ戦通算100試合出場を達成した。
2016-2017シーズンにトップリーグのリーグ戦通算150試合出場を達成した。
2017-2018シーズン を以って現役引退。同年より専任のバックスコーチに就任。
2021年2月、所属のヤマハ発動機ジュビロから同年4月より母校、早稲田大学ラグビー蹴球部の監督に就任することが発表された。